# しろうと芸能大賞
『しろうと芸能大賞』（しろうとげいのうたいしょう）は、1967年7月6日から同年10月26日までフジテレビ系列局で放送されていたフジテレビ製作のバラエティ番組である。ロート製薬の一社提供。放送時間は毎週木曜 19:30 - 20:00 （日本標準時）。

## 概要
一般からの参加者たちが歌、奇術、声帯模写を含むものまねなどの名人芸を披露していた視聴者参加型の公開番組である。最優秀者には「しろうと芸能大賞」として賞金10万円を贈っていた。
司会は玉置宏が務めていた。玉置はそれまで芸能人出演番組の司会を務めていたが、視聴者参加型番組の司会はこれが初であった。審査員は毎回ゲスト出演者と、レコード会社8社・映画5社それぞれの代表者の計14人が務めていた。

## 参考資料
- 産経新聞[どれ?][要ページ番号]

| フジテレビ系列 木曜19:30枠 【ロート製薬一社提供枠】 | フジテレビ系列 木曜19:30枠 【ロート製薬一社提供枠】 | フジテレビ系列 木曜19:30枠 【ロート製薬一社提供枠】 |
| 前番組                                              | 番組名                                              | 次番組                                              |
| --------------------------------------------------- | --------------------------------------------------- | --------------------------------------------------- |
| なんでも110番 （1966年11月17日 - 1967年6月29日）    | しろうと芸能大賞 （1967年7月6日 - 1967年10月26日）  | 万国びっくりショー （1967年11月2日 - 1969年3月）    |